# Salton City
Salton City is een plaats in Imperial County in Californië in de VS.
Op het eerste gezicht lijkt dit een zeer aanzienlijke gemeenschap te zijn. Ze ontstond in de jaren 50 en werd opgericht als toevluchtsoord voor de toeristen die Salton Sea kwamen bezoeken. Toen het zoutgehalte van de reeds vrij zwaar vervuilde zee steeg, werd de ontwikkeling van Salton City stopgezet. Vele plaatsen, waaronder de haven, zijn nu compleet verlaten.

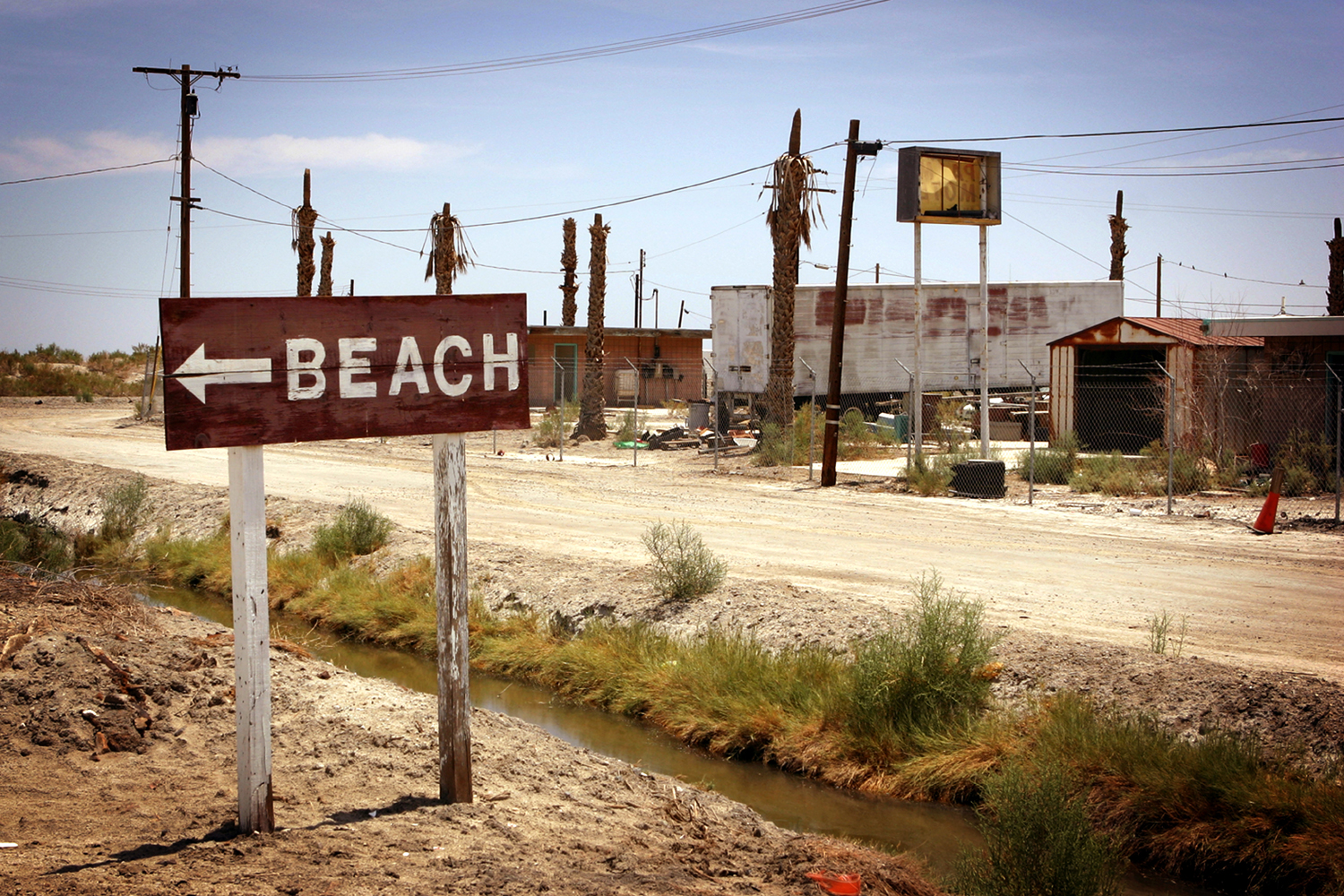
Verlaten huizen
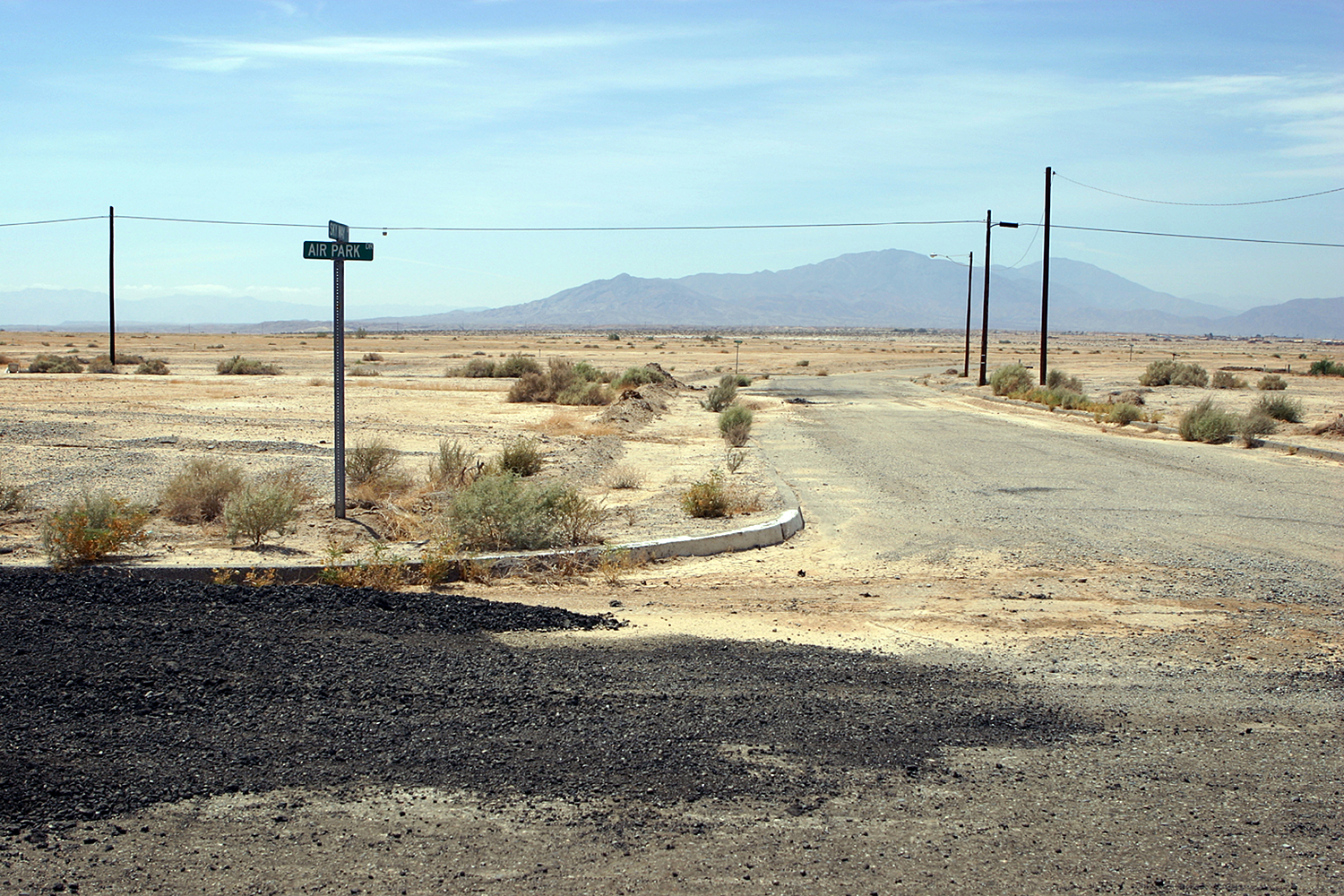
Een voorbeeld van een nooit verder afgewerkte straat

## Geografie
De totale oppervlakte bedraagt 56,0 km² (21,6 mijl²) wat allemaal land is.

## Demografie
Volgens de census van 2000 bedroeg de bevolkingsdichtheid 13,0/km² (33,8/mijl²) en bedroeg het totale bevolkingsaantal 978 als volgt onderverdeeld naar etniciteit:
- 73,62% blanken
- 0,82% zwarten of Afrikaanse Amerikanen
- 1,94% inheemse Amerikanen
- 0,61% Aziaten
- 0,10% mensen afkomstig van eilanden in de Grote Oceaan
- 17,38% andere
- 5,52% twee of meer rassen
- 32,52% Spaans of Latino

Er waren 416 gezinnen en 267 families in Salton City. De gemiddelde gezinsgrootte bedroeg 2,35.

## Plaatsen in de nabije omgeving
De onderstaande figuur toont nabijgelegen plaatsen in een straal van 40 km rond Salton City.